# Diocèse de Wiawso
Le diocèse de Wiawso est un diocèse de l'Église catholique au Ghana. Il a été créé le 22 décembre 1999 par détachement du diocèse de Sekondi-Tokaradi.

## Description
Le diocèse de Wiawso est un diocèse de rite latin de l'Église catholique au Ghana. Il couvre une superficie de 8 696 km2. En 2020, il comprend 31 paroisses. Sa cathédrale est la cathédrale de Saint-Joseph de Wiawso.

## Histoire
Le diocèse de Wiawso a été créé le 22 décembre 1999 par détachement du diocèse de Sekondi-Tokaradi. Son premier évêque est Joseph Francis Kweku Essien,.

## Évêque
1. Joseph Francis Kweku Essien (22 décembre 1999 - 26 janvier 2023)[1],[2]
2. Samuel Nkuah-Boateng (depuis le 26 janvier 2023)[2]